# 核脚亜目
核脚亜目（かっきゃくあもく・かくきゃくあもく、Tylopoda）またはラクダ亜目は偶蹄目（または鯨偶蹄目）の一系統群である。始新世（5,000万年前）に誕生し、北アメリカとユーラシアに分布を広げた。現生種は全てラクダ科に属し、ラクダ、リャマ、グアナコ、ビクーニャ、アルパカなどが属す。かつては現在より多様で、多くの絶滅科や絶滅したラクダ科の種がいる。反芻類ではない。

## 系統と分類
核脚類（Tylopoda）はIlliger (1811) によって提唱され、Matthew (1908) によって反芻類（Ruminantia）に分類された。以降はSinpson(1945) のように偶蹄目内の核脚亜目に位置付ける説が主流であったが、Romer (1966) のように反芻亜目の下位グループとする説も対立していた。
核脚類を取り巻く現状に関する問題としては、ラクダ様の哺乳類の広範な化石記録が、分岐学的観点からまだ完全に調査されていないことである。核脚類は偶蹄類の中で非常に特徴的な系統群であるものの、現生6種はすべてが非常に近縁で、古くに放散して反映した核脚類の複数の系統群のうち唯一生き残った系統群（いわば「生きた化石」）であるため、核脚類全体の正確な系統関係を把握するのが難しい。最近の研究では、核脚類が伝統的に考えられていたほど反芻類と近縁ではないことが示されており、偶蹄類内での系統的位置は以下となっている。
|                           | 反芻亜目 Ruminantia                                                        |
|                           |                                                                            |
| 鯨河馬形類                | \| \| カバ科 Hippopotamidae \| \| \| \| \| \| クジラ類 Cetacea \| \| \| \| |
| Cetancodonta/Whippomorpha | \| \| カバ科 Hippopotamidae \| \| \| \| \| \| クジラ類 Cetacea \| \| \| \| |
|                           | カバ科 Hippopotamidae                                                      |
|                           |                                                                            |
|                           | クジラ類 Cetacea                                                           |
|                           |                                                                            |

|  | カバ科 Hippopotamidae |
|  |                       |
|  | クジラ類 Cetacea      |
|  |                       |

|                           | 反芻亜目 Ruminantia                                                        |
|                           |                                                                            |
| 鯨河馬形類                | \| \| カバ科 Hippopotamidae \| \| \| \| \| \| クジラ類 Cetacea \| \| \| \| |
| Cetancodonta/Whippomorpha | \| \| カバ科 Hippopotamidae \| \| \| \| \| \| クジラ類 Cetacea \| \| \| \| |
|                           | カバ科 Hippopotamidae                                                      |
|                           |                                                                            |
|                           | クジラ類 Cetacea                                                           |
|                           |                                                                            |

|  | カバ科 Hippopotamidae |
|  |                       |
|  | クジラ類 Cetacea      |
|  |                       |

|                           | 反芻亜目 Ruminantia                                                        |
|                           |                                                                            |
| 鯨河馬形類                | \| \| カバ科 Hippopotamidae \| \| \| \| \| \| クジラ類 Cetacea \| \| \| \| |
| Cetancodonta/Whippomorpha | \| \| カバ科 Hippopotamidae \| \| \| \| \| \| クジラ類 Cetacea \| \| \| \| |
|                           | カバ科 Hippopotamidae                                                      |
|                           |                                                                            |
|                           | クジラ類 Cetacea                                                           |
|                           |                                                                            |

|  | カバ科 Hippopotamidae |
|  |                       |
|  | クジラ類 Cetacea      |
|  |                       |

|                           | 反芻亜目 Ruminantia                                                        |
|                           |                                                                            |
| 鯨河馬形類                | \| \| カバ科 Hippopotamidae \| \| \| \| \| \| クジラ類 Cetacea \| \| \| \| |
| Cetancodonta/Whippomorpha | \| \| カバ科 Hippopotamidae \| \| \| \| \| \| クジラ類 Cetacea \| \| \| \| |
|                           | カバ科 Hippopotamidae                                                      |
|                           |                                                                            |
|                           | クジラ類 Cetacea                                                           |
|                           |                                                                            |

|  | カバ科 Hippopotamidae |
|  |                       |
|  | クジラ類 Cetacea      |
|  |                       |

核脚類の進化は保守的で、4,000万年以上反芻類と同じニッチを占めてきたようである。従って反芻類と核脚類は形態も似ているように見えた理由は、系統的に近いからではなく、偶蹄類の他のグループ（クジラ類やイノシシ類など）が適応放散して形態を多様化させたからである。しかし核脚類が偶蹄類の中で基盤的位置にあることから、核脚類の古いメンバーは形態的に祖先的であり、他の偶蹄類の系統群と区別が付きにくいことを意味している。この問題についての最初の主要な現代的かつ包括的な分析 (Spaulding et al., 2009) は、これを支持している。 いくつかの分類群は伝統的にこの亜目に属していると考えられてきたが（そのうちいくつかは反論されているが）、このグループを取り巻く状況は、その広範な化石記録にもかかわらず（またはそのために）、依然として大きな議論となっている。

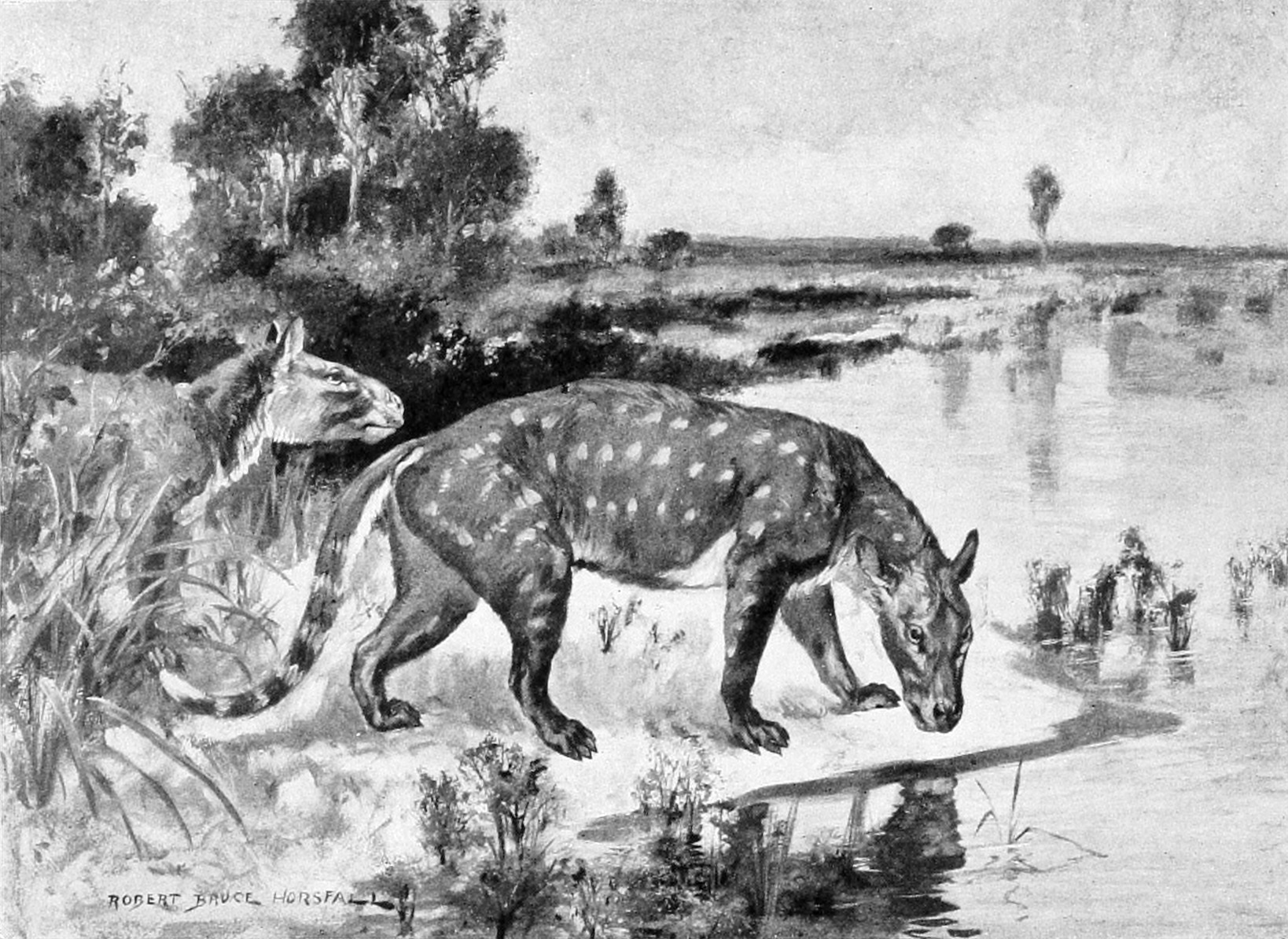
Agriochoerus antiquusの生態復元図

現在（ある程度の信頼性をもって）核脚亜目に分類されているグループは以下のとおり。和名は遠藤・佐々木(2001) および冨田(2011) に従う。
- 基盤的またはincertae sedis
  - †Gobiohyus属?
  - †Homacodontidae科
- †アノプロテリウム上科 Anoplotherioidea
  - †アノプロテリウム科 Anoplotheriidae
  - †カイノテリウム科 Cainotheriidae – カイノテリウム属など
  - †Dacrytheriidae科
- ラクダ上科 Cameloidea
  - †オロメリクス科 Oromerycidae
  - ラクダ科 Camelidae – ラクダ属、リャマ属、ビクーニャ属、ティタノティロープス属、アエピカメルス属など
- †メリコイドドン上科 Merycoidodontoidea (=Oreodontoidea)
  - †アグリオコエルス科 Agriochoeridae (側系統)
  - †メリコイドドン科 Merycoidodontidae
- †Xiphodontoidea上科
  - †ジフォドン科 Xiphodontidae

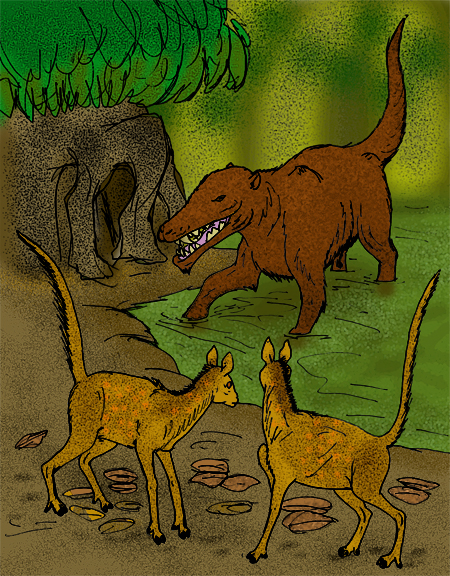
Diacodexis pakistanensisがPakicetusに追われている復元図

### 所属に議論があるもの
以下の偶蹄目の系統群は、時には核脚亜目に分類されることがあるが、偶蹄類の中でのincertae sedisまたは基盤系統と見る研究者もいる。
- †Antiacodontidae科
- †ケボコエルス科 Cebochoeridae
- †コエロポタムス科 Choeropotamidae科 (＝ハプロブノドン科 Haplobunodontidae)
- †Diacodexeidae科 (側系統)
- †レプトコエルス科 Leptochoeridae

一方で、Cebochoeridae科とプロトケラス科（Protoceratidae）は、かつてはよく核脚亜目に含まれたが、現在は反芻類に最も近縁と考えられている。